# Широніне
Широ́ніне — пасажирський залізничний зупинний пункт Харківської дирекції Південної залізниці на електрифікованій лінії Мерефа — Лозова між станціями Шурине (4 км) та Безпалівка (4 км). Розташований в селі Таранівка, Чугуївського району Харківської області. Поруч із зупинним пунктом пролягає автошлях регіонального значення Р51.

## Історія
Зупинний пункт відкритий у 1932 році. Назву отримав на честь солдатів 1-го взводу 8-ї роти 78-го гвардійського стрілецького полку 25-ї гвардійської стрілецької дивізії під командуванням лейтенанта Петра Широніна.

## Пасажирське сполучення
На платформі Широніне зупиняються приміські електропоїзди Лозівського та Харківського напрямків.